# منظور حسین (بازیکن هاکی روی چمن)
منظور حسین (انگلیسی: Manzoor Hussain؛ زادهٔ ۲۸ اکتبر ۱۹۵۸-درگذشتهٔ ۲۹ اوت ۲۰۲۲) که بیشتر با نام منظور جونیور شناخته می‌شود، بازیکن هاکی روی چمن اهل پاکستان است.
منظور حسین بین سال‌های ۱۹۷۵ تا ۱۹۸۴ در پست مهاجم بازی کرد و ۸۶ گل به ثمر رساند.
منظور عضو تیم ملی پاکستان بود و همراه تیم در سال ۱۹۷۶ موفق به کسب مدال برنز در المپیک مونترال شدند. هشت سال بعد، او کاپیتان تیم پاکستان بود که مدال طلای المپیک ۱۹۸۴ لس آنجلس را به دست آورد.
وی در مسابقات کشوری و بین‌المللی در مجموع برندهٔ ۹ مدال طلا، ۱ مدال نقره، ۱ مدال برنز شده است.